# (36635) 2000 QX173
2000 QX173 (asteroide 36635) é um asteroide da cintura principal. Possui uma excentricidade de 0.06091730 e uma inclinação de 5.70255º.
Este asteroide foi descoberto no dia 31 de agosto de 2000 por LINEAR em Socorro.